# Montmorillon
Montmorillon este un oraș în Franța, sub-prefectură a departamentului Vienne, în regiunea Noua-Aquitania. 

## Comune vecine
| Pindray | Jouhet | Journet                                |
| Sillars |        | Saint-Léomer                           |
|         | Saulgé | Bourg-Archambault și Lathus-Saint-Rémy |

## Orașe înfrățite
Sunt 5 orașe înfrățite cu Montmorillon:
- Wadern, Germania din  1968
- Medina del Campo, Spania din  1994
- Safané, Burkina Faso din  1997
- Gościno, Polonia din  2003
- Putna, România din 2013[3]

## Personalități marcante
- Étienne de Vignolles, denumit La Hire (1390-1443), lider militar franceză în timpul Războiul de o sută de ani, companion al Ioanei d'Arc
- Paul de Ladmirault (1808-1898), general-maior și senator
- Joseph Carré (1870-1941), arhitect
- Régine Deforges (1935-2014), romancieră
- Simon Pagenaud (1984-), pilot de curse francez (IndyCar)